# Arminjons stormvogel
Arminjons stormvogel (Pterodroma arminjoniana) is een vogel uit de familie van de stormvogels en pijlstormvogels (Procellariidae). De vogel werd in 1869 beschreven en is ontdekt tijdens een zeereis met het schip "Magenta". De soortauteurs (Enrico Hillyer Giglioli & Tommaso Salvadori) vernoemden deze stormvogel naar de kapitein van het schip, Victor Arminjon.

## Kenmerken
De vogel is 35 tot 39 cm lang. Het is een middelgrote stormvogel waarvan verschillende kleurfases voorkomen. Kenmerkend is een witte vlek op de ondervleugel aan de basis van de handpennen. De donkere fase is geheel donkerbruin en de lichtgekleurde fase is van boven donkergrijs met wit op de zijkanten van de kop en verder wit op borst en buik met een grijze, duidelijk afgegrensde borstband.

## Verspreiding en leefgebied
De vogels broeden op de eilandengroep Trindade en Martim Vaz ver uit de Braziliaanse kust van de deelstaat Espírito Santo. Daar broeden de vogels in spleten en holen in de rotsen. Buiten de broedtijd verblijven de vogels op open zee in een groot gebied in de westelijke helft van de Atlantische Oceaan van de oostkust van de Verenigde Staten tot de zuidpunt van Zuid-Amerika. Ook broedt er een kleiner aantal in de Indische Oceaan op Round Island bij Mauritius. Deze vogels zwermen buiten de broedtijd uit over de hele Indische Oceaan.

## Status
Arminjons stormvogel heeft een beperkt broedgebied en daardoor is de kans op uitsterven aanwezig. De grootte van de populatie werd in 2008 door BirdLife International geschat op 1130 broedparen. In het verleden zijn de eilanden ecologisch sterk aangetast door verwilderde geiten, huiskatten en varkens. Deze zoogdieren zijn inmiddels verwijderd. Nu vormen huismuizen, de uitbreiding van een militaire basis en windturbineprojecten een mogelijke bedreiging. Om deze redenen staat deze soort als kwetsbaar op de Rode Lijst van de IUCN.